# Lycopodiopsida
Le licofite (Lycopodiopsida Bartl.) sono una classe di piante vascolari. Rappresentano l'unica classe vivente della divisione Lycopodiophyta.
Le licofite hanno un ciclo vitale aplodiplonte con alternanza di generazioni eteromorfiche in cui lo sporofito è predominante su gametofito. Sono piante con ramificazioni dicotomiche, in particolare dal rizoma sotterraneo si sviluppano da una parte le radici avventizie e dall'altra il fusto aereo. Le foglie sessili crescono a spirale direttamente attaccate allo stelo.

## Descrizione

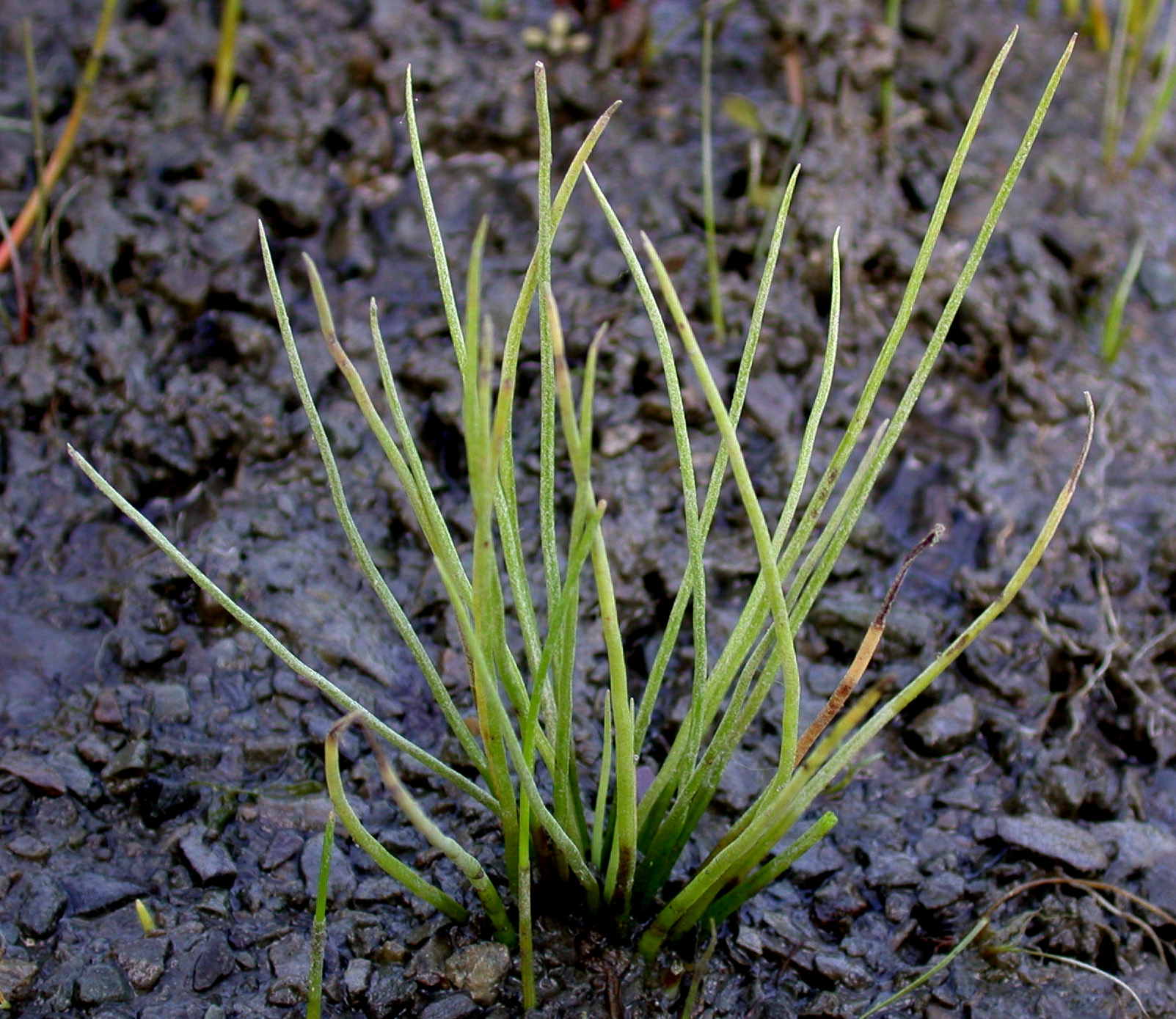
Isoetes tuckermanii

Le licofite differiscono da tutte le altre piante vascolari in quanto le loro foglie (dette microfilli) hanno un solo canale vascolare, diversamente dalle altre vascolari (come le spermatofite e le felci) che hanno foglie con canali vascolari ramificati (dette macrofilli).
Le licofite si riproducono tramite spore e presentano un'alternanza di generazioni in cui (come in altre piante vascolari) è dominante la generazione sporofita. Alcune licofite sono omospore mentre altre sono eterospore. Se considerate in senso lato, le licofite rappresentano una linea evolutiva distinta da quella che ha portato a tutte le altre piante vascolari, le eufillofite, come felci, gimnosperme e angiosperme.
I licopodi (Lycopodiales) sono omospori, ma gli altri ordini (Selaginellales e Isoetales) sono eterospori, con spore femminili più grandi di quelle maschili. In seguito alla fecondazione, il gametofito femminile produce sporofiti. Alcune specie di Selaginella come S. apoda e S. rupestris sono anche vivipare; il gametofito si sviluppa sulla pianta madre e solo quando il germoglio primario e la radice dello sporofito sono sufficientemente sviluppati per l'indipendenza la nuova pianta viene lasciata cadere a terra.  Molti gametofiti di licopodio sono micoeterotrofi e longevi, risiedendo sottoterra per diversi anni prima di emergere dal terreno e progredire allo stadio sporofito.

## Tassonomia
La classe comprende i seguenti ordini e famiglie:
- ordine Lycopodiales DC. ex Bercht. & J.Presl

- famiglia Lycopodiaceae P.Beauv.

- ordine Isoetales Prantl

- famiglia Isoetaceae Dumort.

- ordine Selaginellales Prantl

- famiglia Selaginellaceae Willk

## Usi
Le spore dei licopodi sono altamente infiammabili e per questo sono state utilizzate nei fuochi d'artificio. La polvere di licopodio, ovvero le spore essiccate del comune licopodio, veniva utilizzata nel teatro vittoriano per produrre effetti di fiamma. Una nube di spore bruciava rapidamente e intensamente, ma con poco calore.